# Drago Jančar
Drago Jančar (* 13. dubna 1948 Maribor, Slovinsko) je slovinský prozaik, dramatik, esejista a žurnalista, jedna z nejznámějších postav v dějinách slovinské literatury.

## Životopis
Po gymnáziu vystudoval práva v Mariboru. Během studia byl redaktorem studentského časopisu Katedra. Zprvu pracoval jako novinář (1971–1974) v novinách Večer a týdeníku 7 dní. Dostal se do konfliktu s komunistickou mocí, protože publikoval články kritické k vládnoucímu režimu. Pro „šíření nepřátelské propagandy“ byl v roce 1974 zatčen. Důvodem obvinění byla kniha Branka Rozmana V Rogu ležimo pobiti, kterou přivezl z Rakouska a půjčil několika přátelům. Byl odsouzen na rok odnětí svobody, ale byl propuštěn po 3 měsících. Hned po propuštění byl povolán na vojenskou službu do Srbska, kde zažil ponižování ze strany nadřízených.

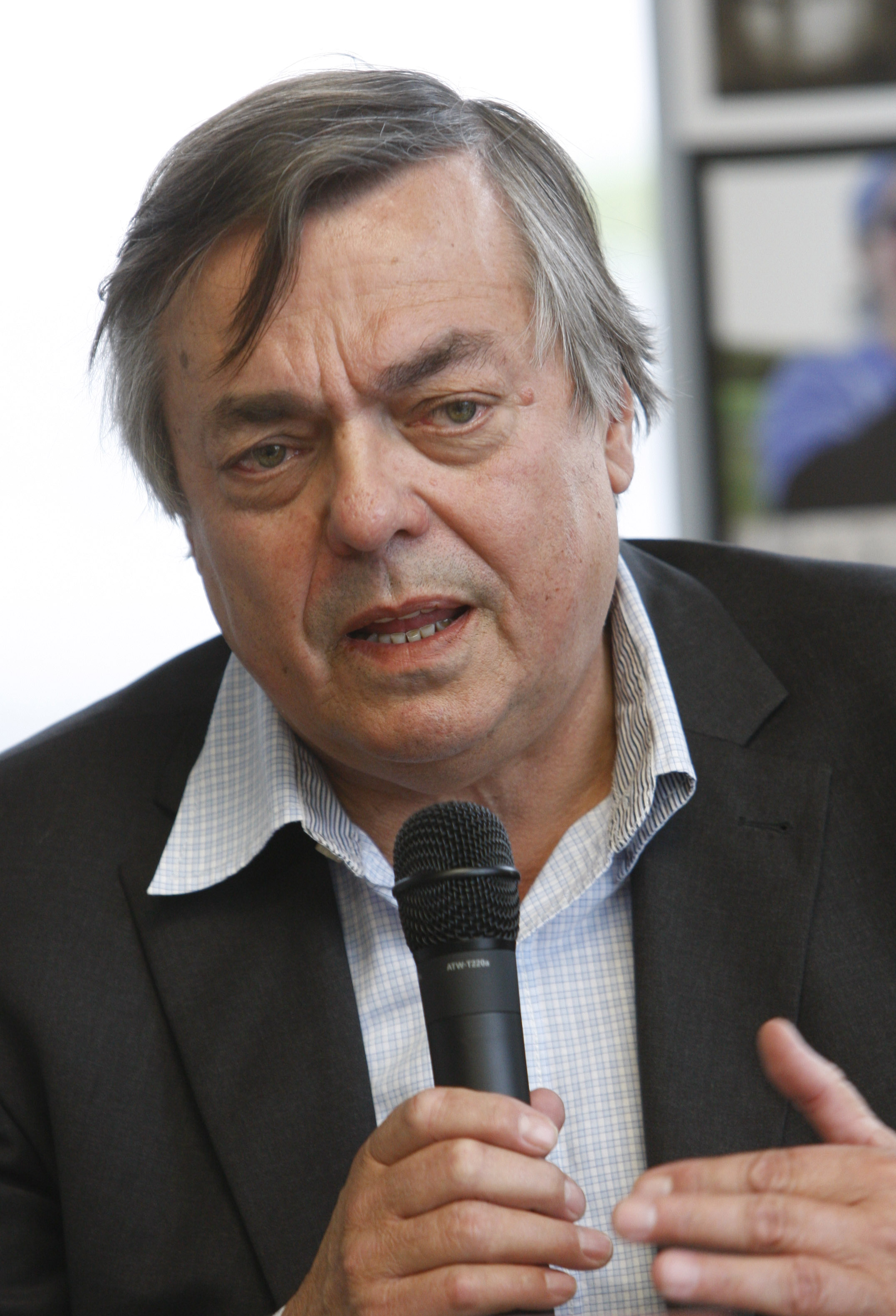
Drago Jančar (2011)

Po skončení vojenské služby se už zabýval jen psaním. Vrátil se do novin Večer, ale zde mohl vykonávat jen administrativní práci, a tak se rozhodl přestěhovat se v roce 1978 do Lublaně, kde přišel do kontaktu s několika vlivnými umělci a intelektuály, mezi nimiž byli i Edvard Kocbek, Ivan Urbančič, Alenka Puhar, Marjan Rožanc nebo Rudi Šeligo. V roce 1978 začal pracovat jako scenárista ve filmovém studiu Viba film. Pro neshody tuto práci po dvou letech opustil. Od roku 1981 pracoval jako sekretář ve vydavatelství Slovenska matica, kde je nyní editorem. V roce 1982 byl mezi spoluzakladateli časopisu Nova revija. Mezi lety 1987 a 1991 se stal předsedou Slovinského centra PEN klubu, v němž přispěl ke slovinské nezávislosti. Od roku 1995 je mimořádným členem SAZU (Slovinské akademie věd).
Jančarovy romány, eseje a povídky byly přeloženy do 18 jazyků. Jeho dramata nastudovala řada zahraničních divadel. Získal několik slovinských a mezinárodních ocenění, mimo jiné Prešernovu cenu za celoživotní dílo (1993), Evropskou cenu za krátkou prózu města Augsburg (1994), Herderovu cenu za literaturu (2003) a cenu Jeana Améryho za esej (2007). Je také trojnásobným držitelem Kersnikovy ceny za romány Katarina, pav in jezuit, Zvenenje v glavi a To noč sem jo videl. Český literární časopis A2 zařadil první z těchto románů mezi nejlepší světové prózy po roce 2000.
V současné době žije a pracuje v Lublani.

## Literární činnost
Jančar začal psát jako dospívající. Jeho první krátký román byl publikován v časopisu Mladina. Jančarova próza je ovlivněna moderními prvky. Jedním z ústředních témat jeho děl je konflikt mezi jednotlivci a kontrolními mechanismy, jako jsou věznice, psychiatrické léčebny a kasárna. Je slavný pro svůj lakonický a vysoce ironický styl, který často vytváří tragikomické zvraty. Většina jeho románů zkoumá konkrétní události a okolnosti ve středoevropských dějinách. Také píše eseje a sloupky na současnou politickou a kulturní situaci, například během války v Bosně, vyjádřil podporu pro bosenskou věc a osobně navštívil obležené Sarajevo.
Debutoval knihou povídek Romanje gospoda Houžvičke (Putování pana Houžvičky), v 70. letech následovaly ještě romány Petintrideset stopinj (Pětatřicet stupňů) a Galjot (Galejník, česky 1990) a kniha novel O bledem hudodelcu (O bledém zločinci). Z 80. let pochází většina jeho dramatických děl: televizní hra Nenavadni dogodki v Kotu ali morebitna vrnitev in ponovno izginotje Jožefa Dremla (Neobyčejné události v Koutu aneb Pravděpodobný návrat a opětovné zmizení Jožefa Dremla), drama Disident Arnož in njegovi (Profesor Arnož a ti jeho, česky v revui Světová literatura 4/1986), scénář Razseljena oseba (volněji: Rozparcelovaná osoba); tyto tři hry vyšly v knize Blodniki (Bloudivci). Další dramata: Veliki briljantni valček (Velký brilantní valčík), česky v revui 150 000 slov, Paříž 1988) Dedalus, Klementov padec (Klementův pád), Zalezujoč Godota (Špiclování Godota, česky v revui Svět a divadlo 4/1992), tyto tři přinesla kniha Tri igre. Vedle několika méně významných her, zčásti pro rozhlas a televizi, a jedné dramatizace zbývá pak už jen drama Halštat z roku 1994.
90. léta byla zvlášť plodná pro Jančarovu prózu. Po románu Iseverni sij (Polární záře) z roku 1984 vyšel devět let na to román Posmehljivo poželenje (česky pod názvem Chtíč chtíc nechtíc). Šest delších či kratších novel vydal Jančar už roku 1985 v knize Smrt při Mariji Snežni (Smrt u Panny Marie Sněžné) a na ně navázaly soubory převážně kratší prózy v knihách Pogled angela (Pohled anděla) a Augsburg in druge resnične pripovedi (Aušpurk a jiné skutečné příběhy) – český výběr z těchto tří děl vyšel pod názvem Pohled anděla (1995). Rok 1998 znamenal pro Jančarovu prózu hned dvojí přírůstek: vyšel román Zvenenje v glavi (Zvonění v hlavě) a sbírka novel Prikazen iz Rovenske (Přízrak z Rovenské). Esejistická tvorba Draga Jančara čítá od 80. let po dnešek osm knižních souborů, např. Sproti (Zároveň), Terra incognita, Egiptovski lonci mesa (Egyptské hrnce masa) atd. Jde vesměs o eseje reagující živě na současný stav světa a je příznačné, že mezi jeho esejem a prózou někdy nelze vést ostrou dělicí čáru. U nás byl vydán knižní soubor čtrnácti esejů Prodloužená minulost (1998) a četné eseje vycházejí porůznu časopisecky.

## Vybraná díla
Romány
- Petintrideset stopinj (1974)
- Galjot (1978)
- Severni sij (1984)
- Pogled angela (1992)
- Zvenenje v glavi (1998)
- Katarina, pav in jezuit (2000)
- Graditelj (2006)
- Drevo brez imena (2008)
- To noč sem jo videl (2010)
- Maj, november (2014)

Drama
- Disident Arnož in njegovi (1982)
- Veliki briljantni valček (1985)
- Vsi tirani mameluki so hud konec vzeli… (1986)
- Daedalus (1988)
- Klementov padec (1988)
- Zalezujoč Godota (1988)
- Halštat (1994)
- Severni sij (2005)
- Lahka konjenica (2006)
- Niha ura tiha (2007)

Eseje
- Razbiti vrč (1992)
- Egiptovski lonci mesa (1994)
- Brioni (2002)
- Duša Evrope (2006)

## Překlady děl do češtiny
- Krátká zpráva z dlouho obléhaného města, přeložil: František Benhart (1997)
- Galejník, přeložil: František Benhart (1990)
- Profesor Arnož a ti jeho, přeložil: František Benhart (1986)
- Pohled anděla, přeložil: František Benhart (1995)
- Prodloužená minulost, přeložil: František Benhart (1998)
- Chtíč chtíc nechtíc, přeložil: František Benhart (1999)
- Halštat, přeložil: František Benhart (2000)
- Přízrak z Rovenské, přeložil: František Benhart (2003)
- Kateřina, páv a jezuita, přeložil: František Benhart (2003)
- Brioni: eseje, přeložil: František Benhart, David Blažek a Hana Chmelíková (2005)
- Příčky z Jákoba žebříku, přeložil: Petr Mainuš (2006)
- Polární záře, přeložil: Libor Doležán (2009)
- Dnes v noci jsem ji viděl, přeložil: Kamil Valšík (2018)